# Doug Brochu
Doug Brochu, ameriški televizijski ter gledališki igralec, *29. september 1990, Fayetteville, Severna Karolina, Združene države Amerike.

## Zgodnje in zasebno življenje
Doug Brochu se je rodil 29. septembra 1990 v Fayettevillu, Severna Karolina, Združene države Amerike. Ima brata Chrisa in sestro Kaitlyn in oba sta tudi že dobila nekaj manjših televizijskih vlog. Brat se je preizkusil tudi kot pevec. Doug Brochu uživa v kuhanje. Zna igrati bas kitaro, flavto in klavir, rad pa ima tudi različne športe.

## Kariera
Doug Brochu je s svojo igralsko kariero začel z odrskimi pojavi v igrah, kot so My Fair Lady, Smoky Mountain Christmas, The Play's the Thing in Forever Broadway.
Leta 2007 se pojavi v televizijskih serijah Zoey 101 in iCarly, ki jo je snemal do leta 2008, leta 2008 pa v televizijski seriji Disney Channel's Totally New Year 2008.
Leta 2009 je igral v televizijski seriji Urad za nadomeščanje, dobil pa je tudi vlogo Gradyja v televizijski seriji Sonny With A Chance, kjer igrajo tudi igralci, kot so Demi Lovato, Tiffany Thornton, Sterling Knight, Brandon Mychal Smith in Allisyn Ashley Arm. To televizijsko serijo snema še danes. Igral je tudi v promociji televizijske serije, v videospotu za pesem Demi Lovato, »La La Land«.

## Filmografija
| Leto       | Naslov                                 | Vloga       | Opombe                                                                          |
| ---------- | -------------------------------------- | ----------- | ------------------------------------------------------------------------------- |
| 2007       | Zoey 101                               | Blatzberg   | Epizoda: »Wrestling«                                                            |
| 2008       | Disney Channel's Totally New Year 2008 | On          |                                                                                 |
| 2007–2008  | iCarly                                 | Duke        | Epizoda: »iSpy a Mean Teacher« Epizoda: »iRue the Day« Epizoda: »iHatch Chicks« |
| 2007       | iCarly                                 | Wrestler #1 | Epizoda: »iLike Jake«                                                           |
| 2009       | Urad za nadomeščanje                   | Terrance    | Glasovna vloga                                                                  |
| 2009-danes | Sonny With a Chance                    | Grady       | Glavna vloga                                                                    |